# Las aventuras subterráneas de Alicia
Las aventuras subterráneas de Alicia (título original en inglés: Alice's Adventures Under Ground) es el título que el escritor, matemático, lógico y sacerdote anglicano británico Charles Lutwidge Dodgson, bajo el más conocido seudónimo Lewis Carroll, utilizó para reunir las extravagantes historias contadas a un reverendo amigo suyo y a las tres hermanas Liddell, durante un descanso de una excursión en bote por el río Támesis. Las historias giraban alrededor de Alicia, personaje presumiblemente inspirado en Alice Liddell, segunda de las tres hermanas, que contaba diez años de edad cuando las historias fueron relatadas por primera vez. El relato oral ocurrió el 4 de julio de 1862, mientras el grupo tomaba un descanso durante el paseo debido al calor reinante, y se refugió algunas horas bajo la sombra de unos almiares cerca de Godstow, en Inglaterra. Años más tarde, esta obra fue la cimentación para la obra más famosa de Carroll, Las aventuras de Alicia en el país de las maravillas.

## Del relato al manuscrito
Según el testimonio que Liddell dio en 1892, ella quedó tan impresionada con el relato el día de la excursión que ese mismo día insistió a Dodgson para que lo escribiera. Dodgson dio varias negativas, pero al final la niña obtuvo una vaga promesa de que pondría manos a la obra. Según su propio diario, Dodgson pasó esa noche en vela recordando la historia, pero no fue sino hasta el 13 de noviembre cuando comenzó el manuscrito.
Charles Dodgson terminó la escritura en febrero del año siguiente y en seguida comenzó a elaborar las ilustraciones. Con las ilustraciones terminadas en septiembre de 1864, Dodgson incluyó en el poema final, un retrato oval tomado a Alice cuando la niña tenía siete años. Liddell recibió el manuscrito terminado e ilustrado como regalo de Navidad ese mismo año. Este manuscrito sería la base para que Carroll escribiera una de sus obras más famosas, Las aventuras de Alicia en el país de las maravillas, la cual reproduce la historia de las Aventuras subterráneas... en su esencia, pero contiene capítulos adicionales e importantes revisiones, además de no contar con las ilustraciones de Carroll sino con las de John Tenniel.

## Publicación

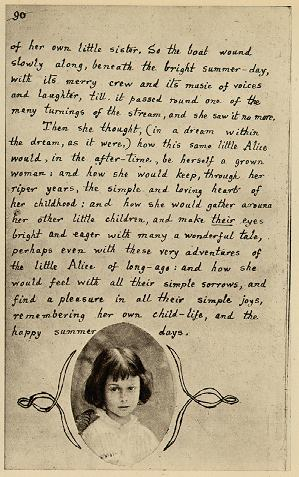
Última página, con el retrato oval de Alice Liddell separando las palabras del último renglón.

Años más tarde, el 1 de marzo de 1885, cuando se habían vendido 120.000 copias de Las aventuras de Alicia en el país de las maravillas y su continuación, Alicia a través del espejo, Dodgson escribió a Alice Liddell, ya entonces casada y con el apellido Hargreaves, para solicitarle que le prestase el manuscrito, con el objeto de reproducirlo en facsímil y publicarlo, debido al alto interés que se había despertado sobre la existencia de Las aventuras subterráneas de Alicia. Liddell condicionó el préstamo a que el original recibiera los mayores cuidados, y Dodgson así lo prometió en una carta fechada el 7 de marzo de 1885. El celo de Dodgson lo llevó a determinarse a no permitir que el manuscrito fuera siquiera tocado por manos ajenas a él.
En noviembre de 1886, unos días antes de la publicación del facsímil, Dodgson escribió una carta a Alice. En la carta Dodgson explicaba la demora en la publicación y las tribulaciones por las que había pasado para conseguir una edición de buena calidad. El plan de trabajo consistía en fotografiar página por página del manuscrito y posteriormente preparar planchas de zinc con las fotografías para su impresión final. El primer grabador y fotógrafo que Dodgson contactó para hacer el trabajo rehusó comenzar. El argumento esgrimido por el grabador fue que no permitiría la presencia de Dodgson en su taller mientras se tomaban las fotografías a las páginas del manuscrito. Esto contrarió a Dodgson quien, fiel a su promesa de cuidar el original, había solicitado estar presente para nunca dejar solo el manuscrito. El autor insistió, inclusive, en pasar las páginas él mismo.
Dodgson acudió entonces a otro grabador de apellido Noad, quien terminó de tomar las fotografías en octubre de 1885. Fiel a su compromiso, fue el mismo Charles Dodgson quien personalmente pasó las páginas de la obra mientras le tomaban las fotografías. Acto seguido, el autor envió el manuscrito de regreso a su dueña, a través de la madre de Alice. Mientras tanto, Noad comenzó el trabajo de preparar las planchas de zinc para impresión, trabajo que abandonó repentinamente, dejando veintidós páginas faltantes. Noad se ocultó, presumiblemente huyendo de sus múltiples acreedores, y Dodgson debió recurrir a una orden judicial para localizarlo y obligarlo a concluir el trabajo. Noad entregó ocho planchas, y luego, ante la amenaza de la cárcel, entregó los catorce negativos faltantes, cuyas planchas de zinc no había elaborado. Dodgson procedió entonces a ejecutar las últimas catorce planchas con un tercer grabador, y posteriormente a la impresión. Finalmente, luego de más de un año de que las primeras fotografías fueron tomadas, el facsímil fue publicado por Macmillan and Co. en diciembre de 1886 sin el retrato de Alice. Las utilidades de la venta de Las aventuras subterráneas de Alicia fueron destinadas a hospitales infantiles en Inglaterra.